# Замок Ан Рах
Замок Ан Рах (англ. An Rath, англ. Ballyallaban Ring Fort, ірл. An Ráth) — Кругла Фортеця Балліаллабан — один із замків Ірландії, що стояв колись в баронстві Інхіквін, графство Клер, на північний захід від міста Енніс. Замок являв собою так званий «круглий форт» або «круглу фортецю» — особливий тип оборонної споруди, які будували в давній Ірландії.
Згодом від замку залишились тільки частки валу. Недалеко від цього місця є озера Інхіквін, Раха та Тадан. Недалеко є руїни старовинної церкви. В цих місцях було ще кілька замків — це замок Інхіквін, замок О'Ніал, замок Тер Мак Бран, що були резиденціями вождів місцевих кланів.

## Історія
Замок являв собою круглий форт — земляний вал по колу, оточений глибоким ровом. На валу стояла стіна з дерев'яних колод, що були загострені на горі. Рів було заповнено водою. Такий тип фортець, які використовували ірландські клани під час нескінченних війн за землі та худобу, був найпоширенішим типом фортець в Ірландії до англо-норманського завоювання Ірландії в 1172 році. Подібних фортець було багато біля карстового району Буррен. Вал та рів збереглися, рів іноді заповнюється водою.
Фортеця і навколишні землі заросли лісом — переважно це старі буки. Про ці місця існує легенда, згідно якої в цих місцях жило чудовисько Бріох-Шех — Борсуковий Монстр. Це чудовисько ростом перевищувало високе дерево, монстр вбивав людей і худобу, випускаючи з пащі вогняні кулі. Шестеро святих людей молилися, щоб позбавити місцевість від цього чудовиська, але це не допомогло. Тоді в ці місця прибув святий Мак Крейхе. Він кинув чудовисько в озеро Лох-Раха і води озера стали червоними. Чудовисько зникло в глибинах озера, але знову з'явиться напередодні Судного Дня.